# Hamazaspes IV Mamiconi
Hamazaspes IV Mamiconi fou governador d'Armènia pel Califat del 656 al 657 i Curopalata d'Armènia per l'Imperi Romà d'Orient del 657 al 662.
Poc després del seu nomenament va canviar de bàndol i es va aliar als romans d'Orient que el van nomenar curopalata d'Armènia. Alguns dels ostatges que eren a Damasc foren en represàlia executats.
El Patriarca Narses, que s'havia retirat, va tornar el 658 i va recuperar el càrrec que va conservar fins a la seva mort el 661.
El 661 el patriarca Narses i els nakharark van demanar al califa d'enviar com a governador al seu germà Gregori I Mamiconi, que era ostatge a Damasc, que fou nomenat el 662.